# Héctor Domingo Maya
Héctor Domingo Maya (Gualeguaychú, 29 de julio de 1912 - Buenos Aires, 1985) fue un abogado y político argentino, que fue gobernador de la provincia de Entre Ríos entre 1946 y 1950.

## Biografía
Estudió en el Colegio Nacional de Concepción del Uruguay y en la Universidad de Buenos Aires, donde se recibió de abogado a los 21 años.
Su padre, Antonio Mariano Maya, fue intendente de Gualeguaychú en 1923. Leal a Hipólito Yrigoyen en la Unión Cívica Radical, y a los 19 años fue presidente del Comité Universitario Radical; en tal carácter, fue uno de los oradores que despidieron los restos de Yrigoyen en 1933. Junto a sus hermanos Carlos y Antonio Guillermo Maya formó parte de la organización radical FORJA, dirigidos por Arturo Jauretche y Raúl Scalabrini Ortiz.
Durante el gobierno surgido de la Revolución del 43 colaboró con el coronel Juan Domingo Perón en la Secretaría de Trabajo de la Nación. Se mudó a Paraná y fue Ministro de Gobierno provincial. Asumió el mando el 4 de junio, cuando solo contaba con 32 años de edad, acompañado por Luis C. Chaile, como vice.
Durante su gobierno, entre 1946 y 1950, se construyeron centenares de kilómetros de pavimento, se erradico la langosta, se fomentó la educación y la enseñanza de las religiones en las escuelas públicas, protegió la salud construyendo decenas de hospitales y se garantizó a todos los entrerrianos el pleno respeto de la Constitución y la ley.
En 1946 fue candidato a gobernador de la provincia de Entre Ríos por la Unión Cívica Radical Junta Renovadora, triunfando con 77 587 votos, el 47% del total. Asumió el mando en el mes de junio, cuando solo contaba con 32 años de edad. Durante su gobierno se erradicó la langosta que asolaba los campos periódicamente. Se pavimentaron centenares de kilómetros de rutas, se construyeron varios hospitales y se ampliaron la gran mayoría de los existentes. Se creó además la Junta Autónoma de la Vivienda, actual Instituto Autárquico de Planeamiento y Vivienda, a través del cual se inició la construcción de miles de viviendas. Durante su gobernación se encararon obras para lograr efectiva contención de las aguas, comienza la construcción de una defensa pétrea en la costa de Gualeguaychu, Victoria, Gualeguay, Concepción del Uruguay y en Paraná con la provisión de 7000 toneladas de piedra para terminarlas. Se inaugura el astillero de la División Río Uruguay del M.O.P.  se bota en 1949 la primera balsa automóvil de una serie de cinco. Se efectúa reparación de buques, dragado y boyado luminoso de los ríos. Se realizan grandes obras de infraestructura en los puertos con la construcción de muelles silos, galpones y elevadores de granos, y conexiones ferroviarias a los puertos provinciales. Se extiende la electrificación rural a más de 130 pueblos del interior provincial junto con los servicios telefónicos y  la pavimentación de más de 800 kilómetros de caminos rurales.
Se abren sucursales Banco de Entre Ríos, en el Delta e imponentes sedes en los municipios de Federación, Concordia, Colón, Concepción del Uruguay, San José, Gualeguay, Villaguay, Rosario del Tala, La Paz, a través del banco se industrializa la provincia con la llegada de  empresas lácteas, molineras, aceiteras, frigoríficos y madereras. La actividad industrial entrerriana, hasta entonces incipiente comienza un rápido proceso de avance y modernización. El gobierno estimula líneas crediticias del Banco estatal de Entre Ríos, destinadas al fortalecimiento de empresas lácteas, forestales,  molineras, aceiteras y peleteras. En el plano agrícola se facilita la creación de colonias y la modernización de granjas de origen familiar, que exportaran su producción al mercado bonaerense. En tres años se crean 5.300 nuevas explotaciones avícolas, se establecen 13 frigoríficos, tres papeleras y 120 empresas madereras y cinco peleteras. Para beneficiar al sector agropecuario, se combinan políticas de créditos subsidiados con beneficios impositivos, y se impulsa la provisión de tecnología y  de mecanización, de paulatina eliminación de trabajo manual, sumado a la producción nacional de tractores y cosechadoras que a nivel nacional se pàso de una producción anual de 1300 a 9 000 tractores,en el periodo 1945/1950.
La agricultura pasa de una superficie de  con 1.150.000 has al récord de  1.530.000 has, sumadas a otras 213.000 has de explotación forestal y pecuaria. Durante su mandato las cabezas de ganado bovino pasan de 2.300.000 a casi 3.7 millones. Llevó a cabo en el marco del Primer Plan Quinquenal peronista la introducción en el Delta de nuevos cultivos como  ciruelos, duraznos, diversas especies de cítricos, ramio, nueces  que representaron miles de  fuentes de trabajo para los habitantes de las islas.
En 1950, luego de 39 años de abandono y olvido, rescató e inauguró en la ciudad de Paraná el monumento a Doña Gregoria Pérez de Denis. El 24 de febrero de ese año tuvo lugar el acto inaugural, fue entregado por la Liga Patriótica de Exalumnas del Colegio de Nuestra Señora del Huerto y el Doctor Maya agradeció el aporte de las damas entrerrianas. En el mismo año también inauguró la Columna del Libertador.
Su mandato terminó en 1950; se retiró a la vida privada y se dedicó a explotar un establecimiento rural del cual era propietario en sociedad con sus hermanos. En 1959 regresó a Gualaguaychú: Regresó a la política en 1963, al ser elegido diputado nacional por el partido neoperonista "Tres Banderas". Y nuevamente en 1973 fue senador nacional por el Frejuli.
Falleció en su ciudad natal alrededor de 1985.
Su hijo mayor, Héctor María Maya fue diputado y senador nacional a finales del siglo XX. En su honor existen varias calles y escuelas con su nombre.